# Juriens
Juriens – miejscowość i gmina (commune) w zachodniej Szwajcarii, w kantonie Vaud, w okręgu (district) Jura-Nord vaudois.  

## Demografia
W Juriens mieszka 348 osób. W 2021 roku 9,2% populacji gminy stanowiły osoby urodzone poza Szwajcarią.